# Duo-Art

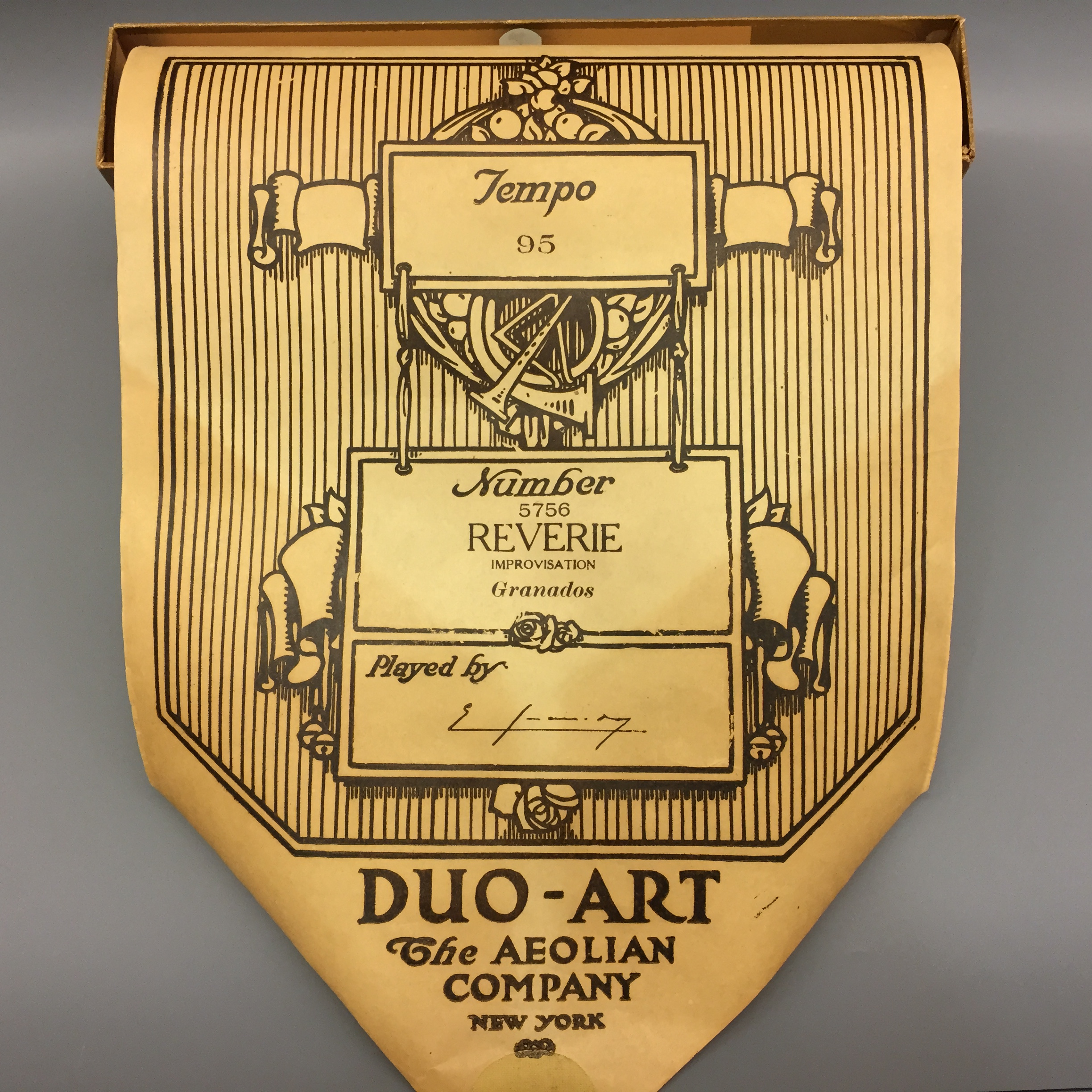
Duo-Art, rotlle d'artista, Reverie, d'Enric Granados, al fons del Museu de la Música de Barcelona

Duo-Art era una de les tecnologies punta dels pianos reproductors de principis del segle xx, introduït el 1914 per Aeolian Company, com també ho foren American Piano Company (Ampico), introduït el 1911, i Welte-Mignon, ja des del 1905. Possiblement la tardança de la companyia Aeolian es va deure al fet que van experimentar amb intents fallits per crear un piano sincronitzat amb fonògrafs i, més tard, s'adonaren que els melòmans no volien ser passius i volien crear els seus propis enregistraments.
Com va passar amb el cas d'Ampico, els rotlles de Duo-Art no enregistraven la dinàmica, de manera que era molt important la feina posterior feta pels editors musicals per obtenir enregistraments de gran fidelitat. Un dels treballadors que s'hi dedicaven fou el jove George Gershwin durant els anys 1916-1919.
Aquest mecanisme, fabricat per Aeolian Company, fou comercialitzat per marques de piano com Weber, Steck, Stroud, Wheelock i Steinway.